# Sportklub Rapid Wien
El Rapid Viena (en alemany, Sportklub Rapid Wien) és un club de futbol austríac, de la ciutat de Viena. Va ser fundat en 1899 i actualment juga a la primera divisió de la Bundeslliga austríaca. Ha estat campió de dos països diferents, d'Àustria i d'Alemanya (durant el període en què Àustria va estar annexionada a Alemanya durant el Tercer Reich).

## Història
El SK Rapid Wien va ser fundat el 1898 com a Erster Wiener Arbeiter-Fußball-Club (en català: Primer Equip de Futbol de Treballadors de Viena). Els colors originals eren el vermell i el blau, actualment usat com a uniforme reserva. El 8 de gener de 1899 canvià el seu nom per Sportklub Rapid Wien. El 1904 adoptà els colors verd i blanc.

## Palmarès

### Tornejos nacionals
- Bundeslliga austríaca (32): 1911-12, 1912-13, 1915-16, 1916-17, 1918-19, 1919-20, 1920-21, 1922-23, 1928-29, 1929-30, 1934-35, 1937-38, 1939-40, 1940-41, 1945-46, 1947-48, 1950-51, 1951-52, 1953-54, 1955-56, 1956-57, 1959-60, 1963-64, 1966-67, 1967-68, 1981-82, 1982-83, 1986-87, 1987-88, 1995-96, 2004-05, 2007-08.
- Bundeslliga alemanya (1): 1940-41.
- Copa d'Àustria (14): 1918-19, 1919-20, 1926-27, 1945-46, 1960-61, 1967-68, 1968-69, 1971-72, 1975-76, 1982-83, 1983-84, 1984-85, 1986-87, 1994-95.
- Copa d'Alemanya (1): 1937-38.
- Supercopa d'Àustria (3): 1985-86, 1986-87, 1987-88.

### Tornejos internacionals
- Copa Mitropa (2): 1930, 1951.
- Subcampió de la Recopa d'Europa (2): 1985-86, 1995-96.

## Jugadors destacats
- Hans Pesser
- Robert Dienst
- Gerhard Hanappi
- Hans Krankl
- Franz Binder
- Carsten Jancker
- Dietmar Kühbauer
- Andreas Herzog
- Trifon Ivanov
- Peter Schöttel
- Ernst Happel
- Michael Konsel
- Andreas Ivanschitz
- Dejan Savićević
- Antonin Panenka
- Gerhard Rodax
- Toni Fritsch
- Max Merkel
- Heribert Weber
- Gaston Taument